# Hololepta belti
Hololepta belti är en skalbaggsart som beskrevs av Lewis 1885. Hololepta belti ingår i släktet Hololepta och familjen stumpbaggar. Inga underarter finns listade i Catalogue of Life.